# Верняєв Олег Юрійович
Оле́г Ю́рійович Верня́єв (нар. 29 вересня 1993, Донецьк, Україна) — український гімнаст, олімпійський чемпіон і срібний призер Олімпійських ігор 2016, чемпіон світу зі спортивної гімнастики. Учасник Олімпійських ігор 2012.

## Кар'єра
Брав участь в Олімпійських іграх 2012. Здобув срібло на чемпіонаті Європи в Монпельє. Через рік у Москві виграв бронзу.
8 липня на Універсіаді в Казані виграв із командою України срібло, поступившися росіянам. Наступного дня в багатоборстві розділив бронзу з російським спортсменом.
Сезон 2014 року склався для спортсмена дуже вдало. На чемпіонаті Європи Верняєв виборов золото у вправах на брусах та дві бронзи — в опорному стрибку та команді. А на чемпіонаті світу став чемпіоном у вправах на брусах..
Виграв Кубок світу сезону 2014—2015. 21-річний спортсмен виграв усі три етапи кубкової серії в багатоборстві — у листопаді в Штутгарті, в грудні в Глазго, а в березні в американському Арлінгтоні. Олег Верняєв став першим українським спортсменом, якому вдалося вибороти Кубок світу.
У квітні 2015 року Верняєв у багатоборстві на чемпіонаті Європи в французькому місті Монпельє (сума вправ на шести снарядах) став абсолютним чемпіоном Європи
На етапі Кубка світу у болгарській Варні у травні 2016 року здобув три золоті та одну срібну медаль.
11 серпня 2016 року на Олімпійських іграх 2016 в Ріо-де-Жанейро (Бразилія) виборов срібну медаль в абсолютній першості, поступившись 0,099 бала переможцю — Утімурі Кохею.
16 серпня 2016 року у змаганнях на паралельних брусах виборов першу золоту медаль для України на Олімпійських іграх 2016 в Ріо-де-Жанейро.
19 вересня 2016 року Верняєв поскаржився на квартиру, отриману в подарунок від Києва. Спортсмен висловив обурення тим, що квартира, отримана в подарунок у жовтні 2016 року, знаходиться в житловому будинку, який досі не зданий в експлуатацію.
Сезон 2017 року розпочався для Верняєва з турніру в Рейк'явіку, де він завоював 7 медалей, з яких 5 золотих (багатоборство, вправи на брусах, вправи на коні, вправи на кільцях та опорний стрибок), 1 срібна (вправи на перекладині) та 1 бронзова (вільні вправи).
На першому етапі Кубку світу, що відбувався в Ньюарку Олег здобув срібну медаль в багатоборстві. На етапах в Штутгарті та Лондоні, спортсмен здобув перемогу, що дозволило йому завоювати Кубок світу.
У кінці березня 2017 року Олега вдруге в кар'єрі було названо «Найкращим спортсменом року».
23 квітня 2017 року захистив титул чемпіона Європи у багатоборстві, а також став чемпіоном у вправах на брусах, і завоював бронзову медаль в опорному стрибку..
22 серпня 2017 року завоював золоту медаль у багатоборстві на XXIX Всесвітній літній Універсіаді в Тайбеї (Тайвань). Окрім цього спортсмен завоював срібну медаль у вправах на коні, опорному стрибку та командній першості, а також бронзову на кільцях.
На чемпіонаті світу, що проходив у жовтні в Монреалі, гімнаст з п'ятим результатом пройшов кваліфікацію багатоборства, а також кваліфікувався у фінал змагань на коні та паралельних брусах. У фіналі багатоборства через невдалі виступи у вправах на коні та перекладині фінішував лише з восьмим результатом. Під час фінального виступу у вправах на коні злетів зі снаряду, через що став лише сьомим. На своїх коронних брусах Верняєв вдруге поспіль виграв срібну медаль. За свій виступ він отримав 15.833 бала, відставши від китайського гімнаста Жу Джингуану на 0.067 бала.
Після закінчення сезону спортсмен оголосив, що змушений пропустити весь наступний сезон у зв'язку із травмами. На початку 2018 року він успішно переніс операцію на коліні та плечі.
На чемпіонаті світу в Досі, Катар, разом з Ігорем Радівіловим, Петром Пахнюком, Владиславом Грико та Максимом Василенко в командних змаганнях посіли дев'яте місце, що забезпечило команді право позмагатися за олімпійську ліцензію в команді на наступному чемпіонаті світу. У фіналі багатоборства з 81,564 балами посів 14 місце, а у фіналі на паралельних брусах з 15,591 балами здобув срібну нагороду, що стала єдиною медаллю збірної України на чемпіонаті світу.

### 2019
Виходячи з автобуса на турнірі пам'яті Артура Гандера в Італії, Олег підвернув ногу, а під час виконання фінального стрибка невдало приземлився та травмував іншу, раніше оперовану ногу. Попри травму обох ніг, зміг виступити на турнірі «Swiss Cup». До лютого 2019 консервативне лікування не допомогло, тому змушені були прооперувати обидві травмовані гомілки. Термін відновлення складав біля трьох місяців.
Через неповні два місяця Олег розпочав тренування. Через тиждень тренувань тренерським штабом було ухвалено рішення заявити Олега на міжнародний турнір Ukraine International Cup 2019, що проходив у Києві, де виконував комбінації на коні та брусах.
Після травми спини Владислава Грико Олега Верняєва було вирішено включити до складу збірної чемпіонату Європи.
У квітні 2019 року на чемпіонаті Європи у кваліфікації виконував лиш дві вправи: на коні з 14,100 балами посів восьме місце та на паралельних брусах з 14,900 балами — четверте, що дозволило кваліфікуватися до обох фіналів. На жаль, при виконанні комбінацій в фіналі на коні та паралельних брусах припустився помилок та залишився поза п'єдесталом, що сталося вперше з 2012 року.
На ІІ Європейських іграх у Мінську, Білорусь, за результатами кваліфікації пройшов відбір у фінал багатоборства (8 місце), а також фінали на коні (1 місце) та паралельних брусах (6 місце). В фіналі багатоборства з сумою 84,632 балів виборов срібну нагороду, у фіналі на коні з 14.900 балами здобув срібну нагороду. На коронному ж знарядді у фіналі на паралельних брусах з 15.333 балами здобув перемогу.
У вересні на етапі кубку світу в Угорщині здобув срібні нагороди у вільних вправах (14,300) та на коні (14,766), у вправі на кільцях зупинився на п'ятій сходинці (14,200).
На чемпіонаті світу в Штутгарті, Німеччина, разом Ігорем Радівіловим, Петром Пахнюком, Євгеном Юденковим, Владиславом Грико та Максимом Василенко в командних змаганнях посіли восьме місце та здобули олімпійську ліцензію в команді на Олімпійські ігри в Токіо. В фіналі багатоборства з сумою 86.973 балів виборов бронзову нагороду, яка стала не лише першою медаллю чемпіонату світу у цій дисципліні в кар'єрі Олега, але й першою нагородою України в багатоборстві за часи незалежності.
У жовтні на Меморіалі Артуро Грандера в Моржі, Швейцарія, здобув перемогу в багатоборстві з 57.800 балами, виконавши за форматом турніру чотири види: кінь (14.600), кільця (13.500), опорний стрибок (14.850), паралельні бруси (14.850). З результатом 14.850 бали на паралельних брусах здобув другу перемогу за турнір.
У листопаді в командних змаганнях з Діаною Варінською виборов срібну нагороду, поступившись дуету з США Джейд Кері та Аллану Бауеру.
На останньому в 2019 році етапі кубку світу в Котбусі, Німеччина, виборов бронзову нагороду у вправі на коні та здобув перемогу на паралельних брусах.

### 2020
На першому кваліфікаційному турнірі на Олімпійські ігри 2020 року на кубку світу у Котбусі, Німеччина, у фіналі на паралельних брусах з 15,000 балами здобув перемогу.
У грудні 2020 року пропустив чемпіонат Європи в Мерсіні, Туреччина, через підготовку до захисту дисертації та незначні мікротравми.

### 2021
5 січня 2021 року Верняєва було тимчасово усунуто від змагань. Про причини дискваліфікації не повідомлялось. У липні Верняєва було дискваліфіковано від участі у Олімпійських іграх через допінг терміном на 4 роки, починаючи з листопада 2020 року. Арбітраж Комітету з етики в гімнастиці (GEF) дійшов висновку, що концентрації мельдонії в організмі спортсмена достатньо для дискваліфікації терміном на чотири роки. Згодом Олег подав апеляцію на це рішення, заявивши, що незгоден із дискваліфікаією.

### 2022
14 березня Спортивний арбітражний суд скоротив строк дискваліфікації Олега вдвічі до двох років, замість чотирьох. З березня Олег повертається до тренувального процесу в Конча-Заспі для підготовки до чемпіонату світу в жовтні.

## Галерея

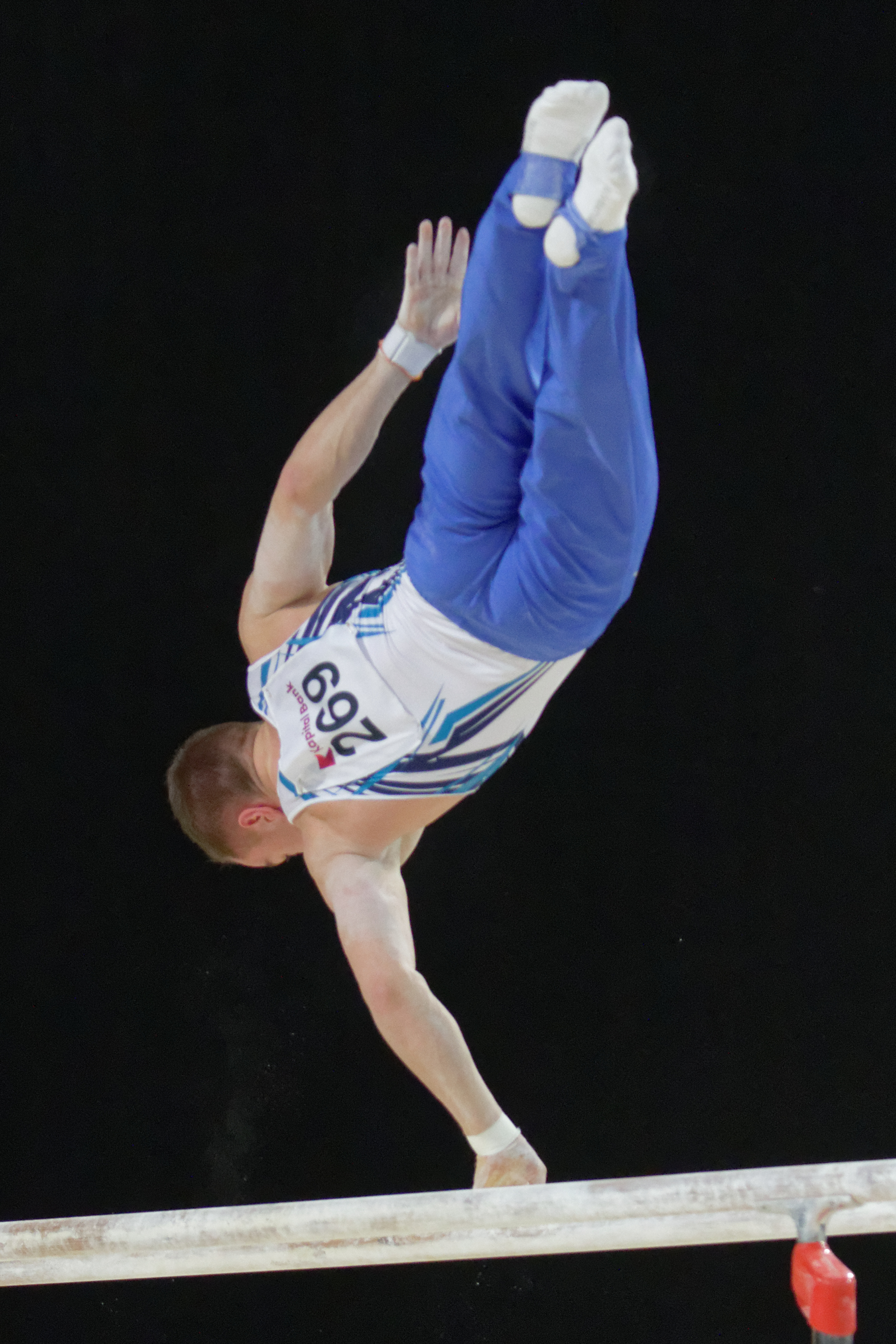
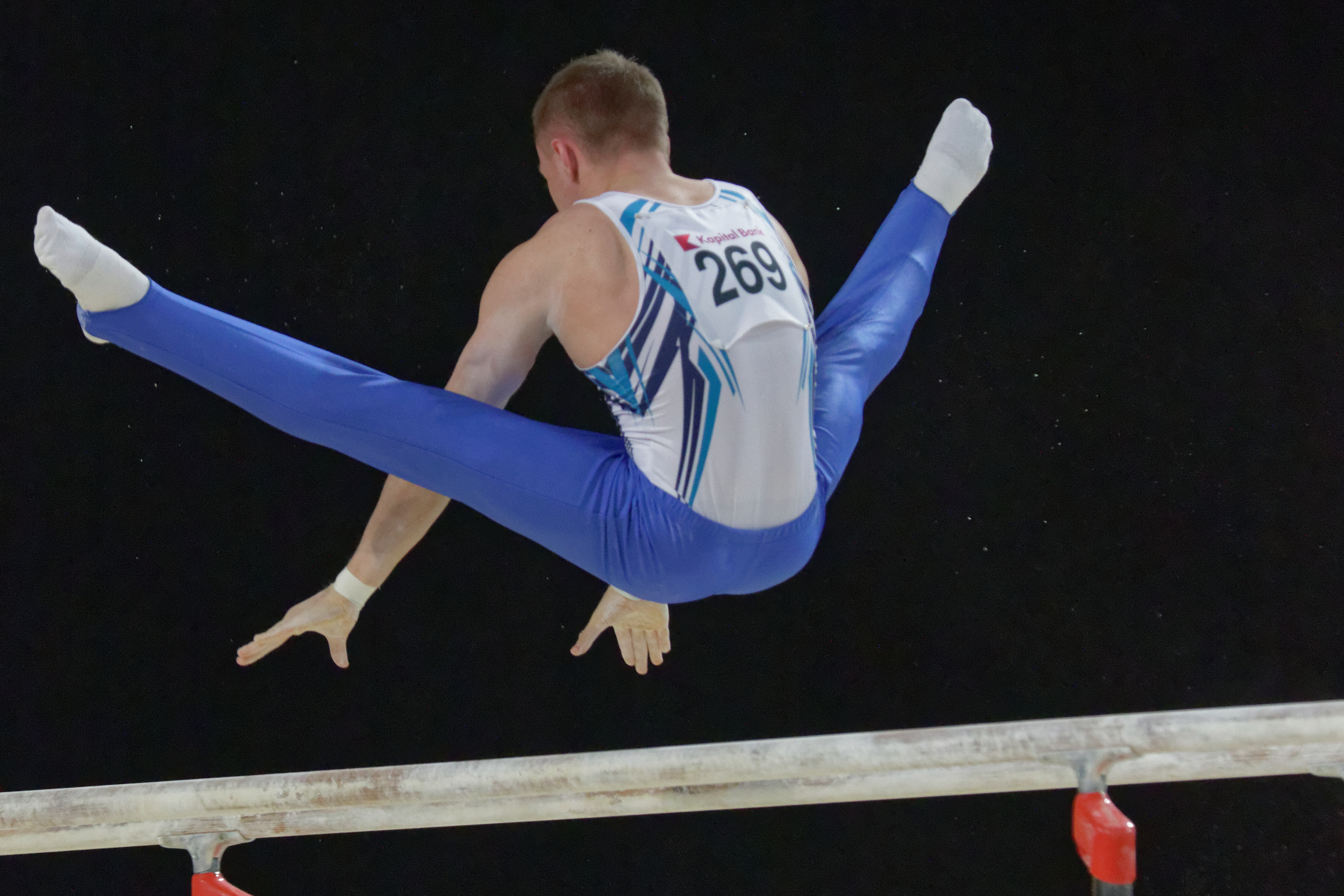

## Результати на турнірах
| Рік  | Змагання                            | КБ | ІБ | Вільні вправи | Кінь | Кільця | Опорний стрибок | Паралельні бруси | Перекладина |
| ---- | ----------------------------------- | -- | -- | ------------- | ---- | ------ | --------------- | ---------------- | ----------- |
| 2011 | Чемпіонат світу                     | 5  |    |               |      |        |                 |                  |             |
| 2012 | Олімпійські ігри                    | 4  | 11 |               |      |        |                 |                  |             |
| 2013 | Чемпіонат Європи                    |    | 3  |               |      |        | 6               | 5                |             |
| 2013 | Чемпіонат світу                     |    | 15 |               |      |        | 8               |                  |             |
| 2014 | Чемпіонат Європи                    | 3  |    |               | 5    |        | 1               | 1                |             |
| 2014 | Чемпіонат світу                     |    | 4  |               |      |        |                 | 1                |             |
| 2015 | Чемпіонат Європи                    |    | 1  |               |      |        |                 | 1                |             |
| 2015 | Європейські ігри                    | 2  | 1  | 6             | 5    |        | 1               | 5                | 5           |
| 2015 | Чемпіонат світу                     |    | 4  |               | 6    |        | 4               | 2                |             |
| 2016 | Чемпіонат Європи                    | 4  |    | 7             |      |        | 1               | 2                | 7           |
| 2016 | Олімпійські ігри                    | 8  | 2  |               | 8    |        | 5               | 1                | 8           |
| 2017 | Чемпіонат Європи                    |    | 1  | 7             | 7    |        | 3               | 1                | 8           |
| 2017 | Чемпіонат світу                     |    | 8  |               | 7    |        |                 | 2                |             |
| 2018 | Чемпіонат світу                     |    | 14 |               |      |        |                 | 2                |             |
| 2019 | Чемпіонат Європи                    |    |    |               | 7    |        |                 | 8                |             |
| 2019 | Європейські ігри                    |    | 2  |               | 2    |        |                 | 1                |             |
| 2019 | Чемпіонат світу                     | 8  | 3  |               |      |        |                 |                  |             |
| 2020 | American Cup                        |    | 2  |               |      |        |                 |                  |             |
| 2020 | Відкритий чемпіонат м. Києва        |    | 1  |               |      |        |                 |                  |             |
| 2020 | Чемпіонат України, м. Кропивницький | 1  | 1  |               | 1    | 2      | 1               | 1                |             |
| 2020 | UKRAINE INTERNATIONAL CUP           | 1  | 1  | 3             | 1    |        |                 | 1                |             |
| 2023 | Кубок виклику в Мерсіні             |    |    | 6             | 2    |        |                 | 1                |             |
| 2023 | Кубок виклику в Сомбатхей           |    |    | 12            | 2    | 5      |                 | 1                |             |
| 2023 | Чемпіонат світу                     | 12 | 41 | 67            | 107  | 85     |                 | 9                | 91          |
| 2024 | Кубок світу в Каїрі                 |    |    | 43            | 27   |        | 10              | 2                |             |
| 2024 | Кубок світу в Котбусі               |    |    | 15            | 9    | 24     | 36              | 2                |             |
| 2024 | Кубок світу в Баку                  |    |    |               | 27   | 24     |                 | 5                |             |
| 2024 | Чемпіонат Європи                    | 1  | 2  | 29            | 7    | 14     |                 | 17               | 88          |
| 2024 | Кубок виклику у Варні               |    |    |               |      | 3      |                 | 7                |             |
| 2024 | Олімпійські ігри                    | 5  | 8  | 57            | 5    | 24     |                 | 8                | 45          |

## Державні нагороди
- Орден «За заслуги» II ст. (15 липня 2019) — за досягнення високих спортивних результатів ІІ Європейських іграх у м. Мінську (Республіка Білорусь), виявлені самовідданість та волю до перемоги, піднесення міжнародного авторитету України[46]
- Орден «За заслуги» III ст. (4 жовтня 2016) — за досягнення високих спортивних результатів на Іграх ХХХІ Олімпіади 2016 року в місті Ріо-де-Жанейро (Федеративна Республіка Бразилія), виявлені мужність, самовідданість та волю до перемоги, утвердження міжнародного авторитету України[47]
- Орден Данила Галицького (25 липня 2013) — за досягнення високих спортивних результатів на XXVII Всесвітній літній Універсіаді в Казані, виявлені самовідданість та волю до перемоги, піднесення міжнародного авторитету України.[48]